# Sean Chercover
Sean Chercover, né le 29 décembre 1966 à Toronto, en Ontario, au Canada, est un écrivain américain, auteur de roman policier.

## Biographie
Son père est canadien et sa mère américaine. Il grandit dans sa ville natale de Toronto, mais passe ses vacances estivales dans l'État américain de Géorgie.
Il fait des études supérieures au Collège Columbia de Chicago, où il reçoit un diplôme en arts libéraux. Il devient ensuite détective privé à Chicago et à La Nouvelle-Orléans, puis exerce divers petits métiers (scripteur à la télévision, serveur, vendeur d'encyclopédie, camionneur), avant de se consacrer à l'écriture.
En 2007, il publie son premier roman, Big City, Bad Blood, pour lequel il est lauréat du prix Shamus 2009 du meilleur premier roman. C'est le premier volume d'une série consacrée à Ray Dudgeon, un ancien journaliste devenu détective privé à Chicago. Avec le deuxième roman de cette série, Trigger City, paru en 2008, il remporte le Dilys Award 2009 du meilleur roman. La même année, il publie une nouvelle, A Sleep Not Unlike Death, grâce à laquelle il gagne le prix Anthony 2009 de la meilleure nouvelle.
Le second héros récurrent de Sean Chercover est Daniel Byrne, un enquêteur ayant travaillé pendant dix ans pour le compte du service de l'avocat du diable, ce procureur ecclésiastique du Vatican qui a pour rôle de contester les mérites d'un saint auprès du tribunal du Saint-Siège dans le processus de la canonisation.

## Œuvre

### Romans

#### SérieRay Dudgeon
- Big City, Bad Blood (2007)
- Trigger City (2008)
- One Serving of Bad Luck (2012)

#### SérieDaniel Byrne
- Trinity Game (2012)
- The Devil's Game (2015)
- The Apocalypse Game (2016)

### Novellas
- A Calculated Risk (2012)
- Maybe Someday (2012)
- The Non Compos Mentis Blues (2012)
- A Sleep Not Unlike Death (2012)

### Recueil de nouvelles
- Eight Lies (About the Truth) (2012)

### Nouvelles
- Bread and Circuses (2006)
- The Harrison Hotel (2006)
- A Sleep Not Unlike Death (2009)
- One Serving of Bad Luck (2009)
- A Calculated Risk (2010)
- The Non Compos Mentis Blues (2012)
- But Not Everything

## Prix et distinctions

### Prix
- Prix Shamus 2008 du meilleur premier roman pour Big City, Bad Blood[1]
- Prix Anthony 2009 de la meilleure nouvelle pour A Sleep Not Unlike Death[2]
- Prix Dilys 2009 du meilleur roman pour Trigger City[3]

### Nominations
- Prix Anthony 2008 du meilleur premier roman pour Big City, Bad Blood[2]
- Prix Arthur-Ellis 2008 du meilleur premier roman pour Big City, Bad Blood[4]
- Barry Award 2008 du meilleur premier roman pour Big City, Bad Blood[5]
- International Thriller Writers Awards (en) 2008 du meilleur premier roman pour Big City, Bad Blood[6]
- Prix Anthony 2009 du meilleur roman pour Trigger City[2]
- Barry Award 2009 du meilleur roman pour Trigger City[5]
- Prix Macavity 2009 du meilleur roman pour Trigger City[7]
- Prix Edgar-Allan-Poe 2009 de la meilleure nouvelle pour A Sleep Not Unlike Death[8]
- Prix Macavity 2009 de la meilleure nouvelle pour A Sleep Not Unlike Death[7]
- Prix Anthony 2013 du meilleur roman pour Trinity Game[2]
- Prix Arthur-Ellis 2013 du meilleur roman pour Trinity Game[4]